# 高麗氏
高麗氏是日本古代的一個氏族，分為高麗王氏和高麗朝臣氏兩支。其祖先分別是高句麗的王族高麗若光和背奈福德。

## 高麗王氏
668年，高句麗為唐朝、新羅聯軍所滅。703年（大寶三年），高句麗王族高麗若光作為高句麗復興運動的使者來到倭國，被賜予「高麗王」的姓，成為高麗王氏的始祖。
高麗王氏一族著名人物有：高麗若光、高麗家重（若光長男）、高麗聖雲（若光三男）等。武藏國高麗郡（位於今埼玉縣的日高市和飯能市）為高麗王氏一族率高句麗遺民所建立。日高市的高麗神社為高麗王氏的神社，祭祀著高句麗遺民的神祇白髭大明神（即高麗王若光）和日本神祇猿田彥、武內宿禰。
高麗若光的子孫直至現在依然是高麗神社的宮司。同為高句麗王族的狛氏（安藏王的後代），後世也有以「高麗」為氏的人，例如日本戰國時代的武將高麗經澄就出自狛氏。

## 高麗朝臣氏
750年（天平勝寶二年），高句麗廣開土王第五代孫背奈福德流亡倭國，被賜予背奈氏的氏。背奈福德的孫子福信被賜予「高麗朝臣」的氏。後來改稱高倉氏，福信成為高倉氏的始祖。
在高麗神社所傳的《高麗氏系圖》裡，高麗若光系（高麗王氏）記在一邊，背奈福德系（高麗朝臣氏）記在另一邊，兩者的系譜中完全沒有交叉點，其關係不明。
高麗朝臣系系譜如下：
```
 
廣開土王

　　┃
　（略）
　　┃
　
延興王

　　┃
　（略）
　　┃
　 
福德

　　┣━━━┓
　 
行文
　　
福光

　　┃　　　┗━━━┳━━━┳━━━┓
　 
大山
　　　　　　
福主
　　
福延
　　
福信

　　┣━━━┓　　　　　　　┃　　　┣━━━┓
　 
殿守
　　
殿繼
　　　　　　
乙人
　　
山岳
　 
石麻呂
```

## 桓武平氏秩父氏族
此外，桓武平氏中也有稱「高麗氏」者。秩父武基的長子武家，因居住於原高句麗遺民高麗氏所居住的高麗郡，亦自稱「高麗氏」。同族有信濃白河氏，備中赤木氏，越後色部、本庄氏。

## 派生氏族
- 新井氏
- 吉川氏
- 勝氏
- 井上氏
- 新氏

## 外部連結
- 高麗氏系譜
- 高麗神社 （页面存档备份，存于）